# نساخ

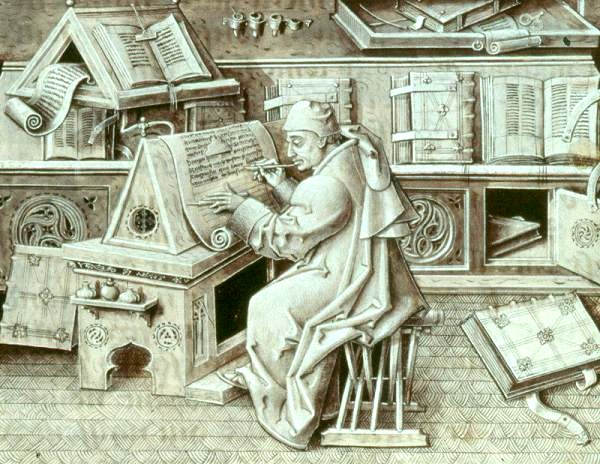
منمنمة من أواخر القرن الخامس عشر تعرض جان ميلو (توفي عام 1472) يكتب مخطوطته عجائب نوتردام.

الناسخ أو النّساخ هو شخص يعمل ككاتب محترف، خاصةً في العصور التي سبقت اختراع الطباعة الآلية، حيث كان يقوم بنسخ المخطوطات يدويًا.
كان عمل النُسّاخ يشمل نسخ المخطوطات والنصوص الأخرى، بالإضافة إلى أداء مهام إدارية وسكرتارية، مثل تدوين الإملاء، وحفظ السجلات التجارية والقضائية والتاريخية للملوك والنبلاء والمعابد والمدن.
يعتقد أن مهنة الناسخ ظهرت لأول مرة في بلاد الرافدين، ولعب النُسّاخ دورًا محوريًا في الثقافات القديمة والوسطى، مثل مصر، الصين، الهند، بلاد فارس، الإمبراطورية الرومانية، وأوروبا في العصور الوسطى. كما أن للأديان الكبرى، مثل اليهودية والبوذية والإسلام، تقاليد عريقة في مجال النسخ. كان النُسّاخ ضروريين للحفاظ على القوانين، والنصوص الدينية، والأدب الفني والتعليمي.
في بعض الثقافات، كانت وظيفة الناسخ والخطاط تتداخل، ولكن كان التركيز في الكتابة الناسخة على الدقة والإتقان، بينما كان الخطاط يركز على الجوانب الجمالية للكتابة، بغض النظر عن محتوى النص.
مع اختراع المطبعة، تراجع دور النُسّاخ وفقدوا مكانتهم التي كانوا يتمتعون بها في مختلف الثقافات. ومع ذلك، استمرت مهنة الكاتب القانوني في الاضطلاع بدور مهم في نسخ الوثائق القانونية وكتابتها. وفي بعض المجتمعات التي تعاني من معدلات أمية مرتفعة، لا يزال يمكن العثور على أشخاص يقدمون خدمات الكتابة والقراءة للعامة في الشوارع.

## أصناف الكتبة
- الكاتب المدوّن ما يملى عليه ويقال له
- كاتب الوحي
- كاتب السر
- كاتب عدل
- كاتب (مؤلف)
- كاتب محاضر اجتماع

## الكتابة عند المسلمين
أرسل النبي - صلى الله عليه وسلم - إلى أمَّةٍ أُمِّيَّة لا يقرءون ولايخطّون؛ إلا قليلًا في جزيرة العرب، وبضعة عشر رجلا من قريش، وجماعة قليلين من أهل المدينة، ومن اليهود عرفوا الخط والكتابة قبل مبعث النبي - صلى الله عليه وسلم - بقليل.
ومن الكتّاب المكيّين أبو بكر الصديق، وعمر بن الخطاب، وعلي بن أبي طالب، وعثمان بن عفان، وطلحة بن عبيد الله، وأبو سفيان بن حرب و ابنه معاوية، وأبان بن سعيد، و العلاء بن الحضرمي.
ومن المدينة عمر بن سعيد، و أبي بن كعب، و زيد بن ثابت، و المنذر بن عمرو، ولقلة انتشارها في ربوع الجزيرة العربية واقتصارها على رجال قليلين من أهلها، جاز أن يقال في الأمة العربية إنها أمة أمية لا تقرأ ولا تكتب، وقد جاء الإسلام وأقرّ بتلك الأمية بقوله تعالى: ﴿ هُوَ الَّذِي بَعَثَ فِي الْأُمِّيِّينَ رَسُولًا مِنْهُمْ يَتْلُو عَلَيْهِمْ آَيَاتِهِ وَيُزَكِّيهِمْ وَيُعَلِّمُهُمُ الْكِتَابَ وَالْحِكْمَةَ وَإِنْ كَانُوا مِنْ قَبْلُ لَفِي ضَلَالٍ مُبِينٍ ﴾ [الجمعة: 2].

## أدب الكاتب العربي
لمّا وجد الأدباء ضعفاً في علم الكاتبين، تصدّوا لتأليف كتب تهدي الكاتبين وتدلّهم على سبل إتقان الكتابة، ومن تلك الكتب:
- أدب الكاتب
- صبح الأعشى
- الألفاظ الكتابية في علم العربية، لمؤلفه عبد الرحمن الهمذاني.